# Royaume du Yatenga
Pour les articles homonymes, voir Yatenga.
Le royaume du Yatenga est un ancien royaume mossi (vers 1540-1895) situé au nord de l'actuel Burkina Faso. Sa capitale était Ouahigouya.

## Historique
Le royaume du yatenga a été créé par Naaba Yadéga et a pour capitale Ouahigouya ,fondé par Naaba kango en 1787.

## Le Yatenga coutumier aujourd'hui
Il a donné son nom à la province du Yatenga. S'il n'a plus d'existence administrative légal, le royaume continue d'avoir une existence coutumière avec un roi en place désignant des chefs coutumiers dans les villages actuels rattachés historiquement au royaume,.